# Taihaku-ku
Taihaku-ku (太白区?) è una delle cinque circoscrizioni della città di Sendai, nella prefettura di Miyagi, nella regione di Tōhoku, in Giappone.